# Elezioni presidenziali in Montenegro del 2013
Le elezioni presidenziali in Montenegro del 2013 si tennero il 7 aprile.

## Risultati
| Candidati       | Partiti                                           | Voti    | %     |
| --------------- | ------------------------------------------------- | ------- | ----- |
| Filip Vujanović | Partito Democratico dei Socialisti del Montenegro | 161 940 | 51,21 |
| Miodrag Lekić   | Indipendente (DF - SNP - PCG)                     | 154 289 | 48,79 |
| Totale          | Totale                                            | 316 229 | 100   |